# Otmar Franz
Otmar Franz (ur. 6 stycznia 1935 w Marburgu) – niemiecki polityk, ekonomista i menedżer, od 1981 do 1989 poseł do Parlamentu Europejskiego I i II kadencji.

## Życiorys
Kształcił się w zawodzie sprzedawcy, następnie studiował prawo i ekonomię na uniwersytetach we Frankfurcie i Marburgu. Obronił doktorat poświęcony industrializacji Egiptu, opublikował kilka książek naukowych. Przez wiele lat związany jako menedżer z firmą Klöckner, od 1976 do 1990 kierował zarządem Klöckner-Industrieanlagenbau, należał też do władz produkującego stal Klöckner & Co AG. Później od 1990 do 1995 był menedżerem w przedsiębiorstwie budowlanym Strabag. Zasiadał także w radach nadzorczych, m.in. Hansa Luftbild i Züblin AG.
Zaangażował się w działalność polityczną w ramach Unii Chrześcijańsko-Demokratycznej. W 1979 kandydował do Parlamentu Europejskiego, mandat uzyskał 30 stycznia 1981 w miejsce Herberta Köhlera. W 1984 skutecznie ubiegał się o reelekcję. Przystąpił do Europejskiej Partii Ludowej, należał m.in. do Komisji ds. Gospodarczych i Walutowych oraz Polityki Przemysłowej, Delegacji ds. stosunków z Japonią oraz Komisji ds. Energii, Badań Naukowych i Technologii. Szefował też radzie wspólnej przemysłu i Parlamentu Europejskiego i grupie międzyparlamentarnej ds. wspólnej waluty. Od 1991 kierował Centrum Racjonalizacji i Innowacji Przemysłu Niemieckiego, był też wiceszefem powiązanej z chadekami fundacji Ludwig-Erhard-Stiftung.
Odznaczony m.in. Krzyżem Zasługi na Wstędze Orderu Zasługi Republiki Federalnej Niemiec.